# Georg August Langguth

Georg August Langguth

Georg August Langguth (* 7. Juni 1711 in Leipzig; † 11. März 1782 in Wittenberg) war ein deutscher Mediziner.

## Leben
Geboren als Sohn des Leipziger Handelsherrn und sächsischen Kommissionsrates Rudolph Ludwig Langghut und seiner Frau Johanna Katharina, die Tochter des Arztes August Quirin Bachmann, besuchte er in frühster Jugend die Schule in Eilenburg. 1726 schickte man ihn auf das kurfürstliche Landesgymnasium in Schulpforta, wo er sich das Wissen aneignete um ein Hochschulstudium zu beginnen. Er zog in seine Heimatstadt, wo er sich am 26. September 1730 in die Matrikel der Universität Leipzig eintrug, nach ca. 2 Jahren im Wintersemester 1732 erwarb er sich dort den akademischen Grad eines Magisters.
Er begibt sich im Anschluss nach Berlin, wo er 1735 die medizinischen Anstalten inspizierte und Vorlesungen hörte. 1738 kehrte er nach Leipzig zurück, promovierte zum Doktor der Medizin, hielt Vorlesungen an der Leipziger Hochschule und betätigte sich als praktischer Arzt. 1742 übernahm er durch den Weggang von Johann Friedrich Crell an die Universität Helmstedt, an der Universität Wittenberg das Substitut von Heinrich Heuchner, welches er bis 1746 verwaltete. Nach dem Tod von Heuchner, übernahm er die dritte Professur der Zergliederungskunst und Kräuterwissenschaft (auch Chirurgie und Arzneimittelkunde).
Er erweiterte seine Vorlesungen über Geschlechtskrankheiten und man versuchte ihn 1768 für Vorlesungen zur Tierheilkunde zu gewinnen. Als er zweiter Professor an der medizinischen Fakultät geworden war, lag auf ihm die Hauptlast der Vorlesungen. Einen Ruf an die Universität Petersburg lehnte er trotz Klagen wegen zu geringer Bezahlung ab. Zudem verwaltete er im Wintersemester 1749, 1753, 1760, 1765, 1771 und 1777 das Rektorat der Wittenberger Hochschule. Auch war er mehrfach Dekan der medizinischen Fakultät der Wittenberger Hochschule.

## Werkauswahl
Neben vielen Disputationen akademischen Inhalts, stammen von ihm unter anderem:
- Antiquitates plantarum feralium apud Graecos et Romanos. Langenhem, Leipzig 1738. (Digitalisat)
- Communis sensorii historiam. Langenhem, Leipzig 1738. (Digitalisat)
- De luce ex pressione oculi. Wittenberg 1742. (Digitalisat)
- Meditationum Ad Circulationem Sanguinis Specimen. (Resp. Johannes Wilhelm Biener) Bossoegel, Wittenberg 1743. (Digitalisat)
- De Hippocrate, medicinam a studio sapientiae non omnino separante. Wittenberg 1744. (Digitalisat)
- De periosteo ossis amputationem solicite circumcidendo. Wittenberg 1745. (Digitalisat)
- Herrn D. Georg August Langguths, Der Anatomie und Botanic ordentl. öffentlichen Lehrers und der Medicinischen Facultät Beysitzers auf der berühmten Universität Wittenberg, Gründliche Abhandlung von der Schädlichkeit der Budel-Köpfe bey dem schönen Geschlecht. Meltzer, Frankfurt am Main/Leipzig 1753. (Digitalisat)